# Халабудний Яків Романович
Я́ків Рома́нович Халабу́дний (* 8 листопада 1897–1949, Полтава), народний різьбар на дереві і майстер скульптури малих форм, родом з с. Жуки, тепер Глобинського району на Полтавщині. Декоративні тарілки, мисники, скриньки і казкові композиції.